# Juno Awards
De Juno Awards zijn de belangrijkste muziekprijzen van Canada. Ze worden jaarlijks uitgereikt door The Canadian Academy of Recording Arts and Sciences (CARAS) aan Canadese zangers en bands. Ook nieuwe leden van de Canadian Music Hall of Fame worden bekendgemaakt tijdens de uitreikingsceremonie.
Driehonderdvijftig juryleden afkomstig uit alle windstreken en geledingen van de muziekindustrie beoordelen inzendingen in zo'n 40 categorieën en kiezen daaruit de winnaars. De jury wordt ieder jaar opnieuw samengesteld. In slechts een klein deel van de categorieën is het verkoopcijfer van belang. Momenteel (2012) beraadt CARAS zich op wijzigingen in de nominatie- en stemprocedures.

## Geschiedenis
Voor de ontwikkeling van de Juno Award hield het voormalige Canadese tijdschrift RPM tussen 1964 en 1969 jaarlijks een opiniepeiling onder zijn lezers over wie volgens hen de beste artiesten van Canada waren. De winnaars werden vermeld in een speciale column van het tijdschrift getiteld de RPM Gold Leaf Awards.
In 1970 zocht Stan Klees, de eigenaar van een platenlabel, contact met RPM-oprichter Walt Grealis om plannen te bespreken voor een formele prijsuitreiking ter erkenning van de beste artiesten van Canada. In plaats van alleen een vermelding in een tijdschrift zouden de artiesten dan werkelijk een prijs uitgereikt kunnen krijgen. De eerste uitreiking van deze prijs was op 23 februari 1970. RPM nodigde nadien zijn lezers uit om met een naam te komen voor de prijs. Een van de ingezonden namen was "Juneau", een vernoeming naar Pierre Juneau, het eerste hoofd van de Canadian Radio-television and Telecommunications Commission. Deze naam werd verkort tot Juno, en dit is sinds 1971 de naam van de prijs.
In 1974 werd door vertegenwoordigers van de muziekindustrie en adviescomité opgericht voor de Juno Awards. Dit groeide uit tot de Canadian Music Awards Association en vervolgens The Canadian Academy of Recording Arts and Sciences (CARAS). Deze organisatie heeft sinds 1977 het volledige management over de Juno Awards.
Aanvankelijk vond de prijsuitreiking altijd vroeg in het jaar plaats. In 1984 werd de uitreiking echter uitgesteld tot december. Een uitreiking later in het jaar werd ook de jaren erop gehanteerd, tot januari 1988. Toen werd besloten de prijzen weer naar voor in het jaar te halen daar de kijkcijfers afnamen. In 1988 zelf werden geen prijzen uitgereikt.
De uitreiking in 1975 was de eerste die live te volgen was op televisie. CBC Television verzorgde de uitzendingen van deze uitreikingen tot 2001. In 2006 werden de uitzendingen voor het eerst internationaal uitgezonden via MTV2 en enkele andere MTV-kanalen.

## Categorieën
De namen van enkele van de prijzen zijn in de loop der tijd veranderd. Met name in 2003 veranderden veel namen toen "Best..." werd veranderd in "...of the year". In 2012 waren er 43 prijzen:
- Single of the year
- International album of the year
- Album of the year
- Artist of the year
- Group of the year
- New artist of the year
- New group of the year
- Adult alternative album of the year
- Alternative album of the year
- Pop album of the year
- Rock album of the year
- Songwriter of the year
- Country album of the year
- Vocal jazz album of the year
- Contemporary jazz album of the year
- Traditonal jazz album of the year
- Instrumental album of the year
- Francophone album of the year
- Children's album of the year
- Classical album of the year, solo or chamber ensemble
- Classical album of the year, large ensemble
- Classical album of the year, vocal or choral performance

- Juno fan choice award
- Classical composition of the year
- Rap recording of the year
- Dance recording of the year
- R&B/soul recording of the year
- Reggae recording of the year
- Aboriginal album of the year
- Roots & traditional album of the year, solo
- Roots & traditional album of the year, group
- Blues album of the year
- Contemporary Christian/gospel album of the year
- World music album of the year
- Producer of the year
- Recording engineer of the year
- Recording package of the year
- Video of the year
- Music DVD of the year
- Electronic album of the year
- Metal/hard music album of the year
- Walt Grealis lifetime achievement award
- Allan Waters humanitarian award